# Gallese
Gallese ist eine italienische Gemeinde in der Provinz Viterbo in der Region Latium mit 2563 Einwohnern (Stand 31. Dezember 2023). Sie liegt 91 Kilometer nördlich von Rom.

## Geographie
Gallese liegt im Tal des Tiber.

## Bevölkerung
Die Bevölkerungsentwicklung von 1871 bis 2021:

## Politik
Danilo Piersanti (Lista Civica: Gallese Futuro) wurde am 5. Juni 2016 zum neuen Bürgermeister gewählt.

## Persönlichkeiten
- Marinus I. (Papst von 882 bis 884)
- Famian von Gallese (1090–1150), Heiliger des Zisterzienserordens und Schutzpatron der Stadt
- Marco Scacchi (um 1602 – 1662), Kapellmeister und Komponist
- Ennio Fantastichini (1955–2018), Schauspieler